# Tập đoàn Truyền thông Sierra Leone
Tập đoàn Truyền thông Sierra Leone (tiếng Anh: Sierra Leone Broadcasting Corporation); viết tắt: SLBC) là đài truyền hình công cộng quốc gia có trụ sở tại Freetown, Sierra Leone. Thành lập vào ngày 15 tháng 6 năm 2010. SLBC thuộc sở hữu của Bộ Thông tin và Truyền thông Sierra Leone.